# Kryptographische Hashfunktion
Eine kryptographische Hashfunktion oder kryptologische Hashfunktion ist eine Hashfunktion (Streuwertfunktion), die bestimmte Eigenschaften erfüllt, mit denen sie für kryptographische Anwendungszwecke geeignet ist. Eine Hashfunktion erzeugt effizient aus einem Eingabewert, etwa einer Nachricht oder einer Datei, einen Ausgabewert fester Länge: den Hashwert. Für den kryptographischen Einsatz werden weitere Eigenschaften gefordert: eine kryptographische Hashfunktion stellt eine Einwegfunktion dar, bietet Kollisionsresistenz und erzeugt einen pseudozufälligen Hashwert.
Kryptographische Hashfunktionen werden zur Integritätsprüfung von Dateien oder Nachrichten eingesetzt. Dafür wird die Funktion auf die zu prüfende Datei angewendet und mit einem bekannten Hashwert verglichen. Weicht der neue Hashwert davon ab, wurde die Datei verändert. Um zu verhindern, dass ein Angreifer sowohl Datei als auch Hashwert verändert, kann ein schlüsselbasiertes kryptographisches Verfahren eingesetzt werden, beispielsweise eine digitale Signatur oder ein Message Authentication Code. Weiter dienen kryptographische Hashfunktionen zur sicheren Speicherung von Passwörtern. Wenn ein System ein eingegebenes Passwort prüft, vergleicht es dessen Hashwert mit einem in einer Datenbank gespeicherten Hashwert. Stimmen beide Werte überein, ist das Passwort mit sehr hoher Wahrscheinlichkeit richtig. So kann vermieden werden, das Passwort im Klartext abzuspeichern. Ein Angreifer, der Lesezugriff auf die Datenbank hat, erlangt somit nicht das Passwort. Außerdem können kryptographische Hashfunktionen als Pseudo-Zufallszahlengeneratoren und zur Konstruktion von Blockchiffren eingesetzt werden.
Es gibt viele kryptographische Hashfunktionen. Einige davon, wie zum Beispiel der MD5 oder SHA-1, gelten nicht mehr als sicher, weil sie keine starke Kollisionsresistenz (siehe Eigenschaft 6) gewährleisten. Zu den in der Praxis oft verwendeten Funktionen, die heute noch als sicher gelten, gehören die Algorithmenfamilien SHA-2 und SHA-3.

## Eigenschaften
Eine kryptographische Hashfunktion weist folgende Eigenschaften auf:
1. Beliebige Eingabelänge: Die Hashfunktion verarbeitet beliebig lange Daten, also eine beliebige Folge von Bits oder Bytes.
2. Feste Ausgabelänge: Die Hashfunktion erzeugt einen Hashwert fester Länge (beispielsweise 256 Bits).
3. Effizienz: Die Berechnung des Hashwerts {\displaystyle h(x)=y} ist effizient für beliebige Eingaben {\displaystyle x}.
4. Einwegfunktion (auch Urbild-Resistenz, englisch preimage resistance): Es ist praktisch unmöglich, zu einem gegebenen Ausgabewert {\displaystyle y} einen Eingabewert {\displaystyle x} zu finden, den die Hashfunktion auf {\displaystyle y} abbildet: {\displaystyle h(x)=y}.
5. Schwache Kollisionsresistenz (englisch weak collision resistance, oder auch Zweites-Urbild-Resistenz, englisch second preimage resistance): Es ist praktisch unmöglich, für einen gegebenen Eingabewert {\displaystyle x} einen davon verschiedenen Eingabewert {\displaystyle x'} zu finden, der denselben Hashwert ergibt: {\displaystyle h(x)=h(x')\;,\;x\neq x'}.
6. Starke Kollisionsresistenz (englisch strong collision resistance): Es ist praktisch unmöglich, ein beliebiges Paar von zwei verschiedenen Eingabewerten {\displaystyle x} und {\displaystyle x'} zu finden, die denselben Hashwert ergeben. Der Unterschied zur schwachen Kollisionsresistenz besteht darin, dass hier beide Eingabewerte {\displaystyle x} und {\displaystyle x'} frei gewählt werden dürfen.
7. Pseudozufälligkeit: Die Ausgabe der Hashfunktion ist zwar deterministisch, aber scheinbar zufällig. Statistische Tests können die Ausgabe der Hashfunktion nicht von einem nicht-deterministischen, statistisch gleichverteilten Zufallszahlengenerator unterscheiden.

Die ersten drei Eigenschaften sind erforderlich für die praktische Verwendbarkeit einer Hashfunktion. Mathematisch stellt eine Hashfunktion eine Abbildung von einer großen Definitionsmenge auf eine kleinere Zielmenge dar, wodurch die Abbildung nicht injektiv ist. Daraus ergibt sich notwendigerweise die Existenz von Kollisionen, also Paaren von Eingabewerten, die denselben Hashwert ergeben. Die Kollisionsresistenz einer kryptographischen Hashfunktion besteht darin, dass es nur unter einem unrealistisch hohen Rechenaufwand möglich ist, eine solche Kollision zu berechnen. Somit ist es zwar theoretisch möglich, aber praktisch unrealistisch.
Die Sicherheit einer kryptographischen Hashfunktion hängt von den letzten vier Eigenschaften ab. Die Eigenschaft der Pseudozufälligkeit wird in der Literatur nicht immer explizit genannt, ist aber notwendige Voraussetzung für die Einwegeigenschaft und Kollisionsresistenz sowie für Anwendungszwecke wie beispielsweise Schlüsselableitung. Eine weitere mögliche Eigenschaft ist die Resistenz gegen Beinahe-Kollisionen (englisch near-collision resistance). Hierbei soll es praktisch unmöglich sein, zwei verschiedene Eingabewerte {\displaystyle x} und {\displaystyle x'} zu finden, deren Hashwerte {\displaystyle h(x)} und {\displaystyle h(x')} sich nur in wenigen Bits unterscheiden.

## Klassifikation und Begriffe
Hashfunktionen können in schlüssellose und schlüsselabhängige Hashfunktionen eingeteilt werden. Eine schlüssellose Hashfunktion erhält nur die Nachricht als Eingabewert, während eine schlüsselabhängige Hashfunktion neben der Nachricht einen geheimen Schlüssel als zweiten Eingabewert erhält. Nach ihrem Einsatzzweck wird eine schlüssellose Hashfunktion auch Modification Detection Code und eine schlüsselabhängige Hashfunktion Message Authentication Code (MAC) genannt. Zu den MACs zählen Konstrukte wie HMAC, CBC-MAC oder UMAC.
Die schlüssellosen Hashfunktionen werden ferner unterteilt in Einweg-Hashfunktionen (englisch One-Way Hash Function, kurz OWHF) und kollisionsresistente Hashfunktionen (englisch Collision Resistant Hash Function, kurz CRHF). Eine Einweg-Hashfunktionen erfüllt die Einwegeigenschaft und schwache Kollisionsresistenz, während eine kollisionsresistente Hashfunktion zusätzlich die starke Kollisionsresistenz erfüllt.

Der Hashwert wird auch Fingerprint genannt (englisch für ‚Fingerabdruck‘), da er eine Nachricht oder Datei nahezu eindeutig identifiziert. Ein anderer Begriff für den Hashwert ist message digest (englisch für ‚Nachrichten-Kurzfassung‘).

## Konstruktion
Die meisten kryptographischen Hashfunktionen teilen die zu hashende Nachricht in Abschnitte gleicher Länge {\displaystyle m}, die nacheinander in einen Datenblock der Länge {\displaystyle n} eingearbeitet werden. Die Nachricht wird ggfs. auf ein Vielfaches von {\displaystyle m} verlängert, wobei oft auch eine Kodierung der Länge der Ausgangsnachricht angefügt wird. Es gibt eine Verkettungsfunktion, die einen Nachrichtenabschnitt und den aktuellen Wert des Datenblocks als Eingabe erhält und den nächsten Wert des Datenblocks berechnet. Manche Hashalgorithmen sehen noch weitere Eingaben in die Verkettungsfunktion vor, zum Beispiel die Zahl der bis dahin verarbeiteten Nachrichtenblöcke oder -bits, siehe etwa das HAIFA-Verfahren. Die Größe des Datenblocks beträgt typischerweise 128 bis 512 Bit, teils auch mehr, bei SHA-3 z. B. 1600 Bit. Nach Verarbeitung des letzten Nachrichtenabschnitts wird der Hashwert dem Datenblock entnommen, teils wird zuvor noch eine Finalisierungsfunktion darauf angewandt.
Die Verkettungsfunktion ist nach den Prinzipien der Konfusion und der Diffusion entworfen, um zu erreichen, dass man nicht durch gezielte Konstruktion der eingegebenen Nachrichtenabschnitte zwei verschiedene Nachrichten erzeugen kann, die den gleichen Hashwert ergeben (Kollisionssicherheit).

Die Merkle-Damgård-Konstruktion erzeugt den Hashwert aus den Nachrichtenblöcken durch wiederholte Anwendung der Kompressionsfunktion

Die meisten Hashfunktionen, die vor 2010 entwickelt wurden, folgen der Merkle-Damgård-Konstruktion. Im Zuge des SHA-3-Wettbewerbs wurde diese Konstruktion durch verschiedene weitere Methoden ergänzt oder modifiziert.

### Merkle-Damgård-Verfahren
In der Merkle-Damgård-Konstruktion wird eine Kompressionsfunktion als Verkettungsfunktion genutzt, die kollisionssicher ist, d. h. es ist schwer, verschiedene Eingaben zu finden, die die gleiche Ausgabe liefern. Daraus ergibt sich auch die Eigenschaft einer Einwegfunktion, d. h. man kann nur schwer zu einer gegebenen Ausgabe einen passenden Eingabewert finden. Die Kompressionsfunktion kann auf verschiedene Arten dargestellt werden, oft wird sie aus einer Blockchiffre konstruiert.
Bei der Merkle-Damgård-Konstruktion wird die eingegebene Nachricht {\displaystyle M} zuerst erweitert und dabei auch eine Kodierung der Nachrichtenlänge angefügt. Dann wird sie in Blöcke {\displaystyle M_{1}} bis {\displaystyle M_{t}} der Länge {\displaystyle m} geteilt. Die Kompressionsfunktion {\displaystyle f:\{0,1\}^{m+n}\rightarrow \{0,1\}^{n}} erhält einen Nachrichtenblock und den Verkettungsblock als Eingabe und gibt den nächsten Verkettungsblock aus. IV bezeichnet einen konstanten Startwert für den Verkettungsblock (initial value). Der Wert des letzten Blocks {\displaystyle H_{t}} ist das Resultat, also der Hashwert der Nachricht {\displaystyle M}:
{\displaystyle {\begin{aligned}H_{0}&=IV\\H_{i}&=f\left(M_{i},H_{i-1}\right),\qquad i=1,2,\dotsc ,t\\h\left(M\right)&=H_{t}\end{aligned}}}

#### Blockchiffre-basierte Kompressionsfunktionen
Die Kompressionsfunktion {\displaystyle f} wird aus einer Blockverschlüsselung {\displaystyle E} konstruiert. {\displaystyle E_{K}(x)} soll die Verschlüsselung von {\displaystyle x} mit der Blockchiffre {\displaystyle E} unter dem Schlüssel {\displaystyle K} bezeichnen. {\displaystyle \oplus } steht für das bitweise XOR. Wie oben sind {\displaystyle M_{i}} die Nachrichtenblöcke und {\displaystyle H_{i}} die Werte des Verkettungsblocks. Einige verbreitete Kompressionsfunktionen sind:
Davies-Meyer (wird unter anderem in MD4, MD5 und SHA verwendet) verschlüsselt den Verkettungsblock mit dem Nachrichtenabschnitt als Schlüssel, der Schlüsseltext wird dann noch mit dem Verkettungsblock verknüpft, typisch per XOR:
{\displaystyle H_{i}=E_{M_{i}}(H_{i-1})\oplus H_{i-1}}.
Matyas-Meyer-Oseas verschlüsselt umgekehrt den Nachrichtenabschnitt mit dem Verkettungsblock. Dabei dient die Funktion {\displaystyle g} zur Anpassung der Blockgrößen und ist häufig die Identität:
{\displaystyle H_{i}=E_{g(H_{i-1})}(M_{i})\oplus M_{i}}.
Miyaguchi-Preneel ist sehr ähnlich wie Matyas-Meyer-Oseas, nur wird auch der Verkettungsblock mit dem Schlüsseltext verknüpft:
{\displaystyle H_{i}=E_{g(H_{i-1})}(M_{i})\oplus M_{i}\oplus H_{i-1}}.
Hirose nutzt einen Verkettungsblock von der doppelten Breite eines Klar- bzw. Schlüsseltextblocks der Blockchiffre. {\displaystyle G_{i},H_{i}} bezeichnen je eine Hälfte des Verkettungsblocks. Hier ist {\displaystyle g} eine fixpunktfreie Permutation (bijektive Funktion), die simpel gehalten werden kann, es genügt z. B. nur ein Bit zu invertieren. {\displaystyle \|} bezeichnet die Konkatenation, d. h. das Aneinanderfügen zweier Bitblöcke:
{\displaystyle G_{i}=E_{H_{i-1}\|M_{i}}(G_{i-1})\oplus G_{i-1}},
{\displaystyle H_{i}=E_{H_{i-1}\|M_{i}}(g(G_{i-1}))\oplus g(G_{i-1})}.
Die Hashfunktion MDC-2 beruht im Wesentlichen auf der zweifachen Anwendung der Matyas-Meyer-Oseas-Konstruktion. {\displaystyle G} und {\displaystyle H} bilden den Verkettungsblock. {\displaystyle G^{L}} und {\displaystyle G^{R}} bzw. {\displaystyle H^{L}} und {\displaystyle H^{R}} bezeichnen die linke und rechte Hälfte von {\displaystyle G} bzw. {\displaystyle H}:
{\displaystyle G_{i}=E_{G_{i-1}^{L}\|H_{i-1}^{R}}(M_{i})\oplus M_{i}},
{\displaystyle H_{i}=E_{H_{i-1}^{L}\|G_{i-1}^{R}}(M_{i})\oplus M_{i}}.

#### Kompressionsfunktionen, die auf algebraischen Strukturen basieren
Um die Sicherheit der Kompressionsfunktion auf ein schwieriges Problem reduzieren zu können, wird deren Operation in entsprechenden algebraischen Strukturen definiert. Der Preis für die beweisbare Sicherheit ist ein Verlust an Geschwindigkeit.
MASH (Modular Arithmetic Secure Hash) verwendet einen RSA-ähnlichen Modulus {\displaystyle n=pq}, mit {\displaystyle p} und {\displaystyle q} Primzahlen. Die Kompressionsfunktion ist im Kern:
{\displaystyle H(i)=((M(i)\oplus H(i-1)\lor A)^{2}{\bmod {\ }}n)\oplus H(i-1)}, wobei A für eine Konstante und {\displaystyle \lor } für bitweises inklusives Oder steht.

### Sponge-Verfahren
Sponge-Konstruktionen haben grundsätzlich andere Eigenschaften als Merkle-Damgård-Konstruktionen. Der bekannteste Vertreter dieser Klasse ist SHA-3.

## Angriffe
Angriffe gegen Hashfunktionen können allgemeiner Art sein, und nur von der Bit-Länge des Hashwerts abhängen und den Hash-Algorithmus als Black-Box behandeln. Sie können sich andererseits gegen die Kompressionsfunktion richten. Bei Hashfunktionen, die auf einem Block-Chiffre basieren, kann ein Angriff gegen die zugrundeliegende Block-Chiffrierung erfolgen. Überdies sind Angriffe auf die Implementierung des Hash-Algorithmus möglich.

### Black-Box-Angriffe
Black-Box-Angriffe sind Angriffe auf Hashfunktionen, bei denen über die eigentliche Funktionsweise der Hashfunktion nichts bekannt ist. Lediglich die Länge des Hashwerts {\displaystyle n} wird als bekannt vorausgesetzt und man nimmt an, dass die Hashwerte gleichverteilt sind.
1. Raten (englisch: 2nd preimage): Der Angreifer wählt zufällig eine Nachricht und vergleicht deren Hashwert mit dem einer gegebenen Nachricht. Die Erfolgsrate bei diesem Vorgehen liegt bei {\displaystyle 2^{-n}} für einen {\displaystyle n} Bit langen Hashwert.
2. Kollisionsangriff: Der Angreifer erzeugt viele Variationen einer echten Nachricht und viele Variationen einer gefälschten Nachricht. Anschließend vergleicht er die beiden Mengen und sucht nach zwei Nachrichten, {\displaystyle v_{\mathrm {echt} }} und {\displaystyle v_{\mathrm {falsch} }}, die den gleichen Hashwert haben. Eine Kollision ist nach {\displaystyle 2^{\frac {n}{2}}} Versuchen zu erwarten.

### Angriffe auf die Kompressionsfunktion
Meet-in-the-Middle
Der Angreifer erzeugt Variationen der ersten Hälfte einer gefälschten Nachricht und Variationen der zweiten Hälfte. Er berechnet die Hashwerte vorwärts beim Startwert IV beginnend und rückwärts vom Hash-Resultat aus und versucht eine Kollision am Angriffspunkt zu finden. Das heißt, er muss die Kompressionsfunktion effizient invertieren können: gegeben {\displaystyle H(i+1)} ein Paar {\displaystyle (H(i),M(i+1))} finden, so dass gilt {\displaystyle f(H(i),M(i+1))=H(i+1)}.
Correcting Block Attack
Der Angreifer ersetzt alle Blöcke einer Nachricht bis auf einen – etwa den ersten. Anschließend legt er diese Variable so fest, dass sie im Laufe der Verkettung den gewünschten Gesamt-Hashwert liefert.
Fixed Point Attack
Der Angreifer sucht nach einem {\displaystyle H(i-1)} und {\displaystyle M(i)}, so dass {\displaystyle f(M(i),H(i-1))=H(i-1)}. In diesem Fall kann er an diesem Punkt Nachrichtenblöcke einfügen, ohne den Hashwert zu ändern.
Differenzielle Kryptanalyse
Differenzielle Kryptanalyse ist ein Angriff auf Blockchiffriersysteme, die auf Hashfunktionen übertragen werden kann. Hierbei werden Eingabedifferenzen und die korrespondierenden Ausgabedifferenzen untersucht. Eine Differenz von Null entspricht dann einer Kollision.
Boomerang Attack
Der Boomerang-Angriff ist eine Erweiterung der differenziellen Kryptanalyse. Er verbindet zwei unabhängige Differentialpfade zu einem Angriff.
Rebound Attack
Die innere Struktur einer Hashfunktion wird als dreiteilig betrachtet, mit E=E(bw)·E(in)·E(iw). Die Inboundphase ist ein Meet-in-the-Middle-Angriff, dem vorwärts wie rückwärts eine differenzielle Kryptanalyse folgt.
Herding
Hierbei bildet der Angreifer aus zahlreichen Zwischenwerten eine Struktur (sog. Diamond Structure). Von jedem der Zwischenwerte ausgehend kann eine Nachricht erstellt werden, die denselben Hashwert H ergibt. Bei einer gegebenen Nachricht P (preimage) sucht der Angreifer einen einzelnen Block, der an P angehängt einen der gespeicherten Zwischenwerte in der Struktur ergibt. Dann erzeugt der Angreifer eine Folge von Nachrichtenblöcken, die diesen Zwischenwert mit H verbinden.

### Angriffe auf die Blockchiffrierung
Schwachstellen eines Blockchiffrierverfahrens, die, solange das Verfahren zur Verschlüsselung verwendet wird, eigentlich irrelevant sind, können bedeutende Auswirkungen haben, wenn es zur Konstruktion eines Hash-Verfahrens herangezogen wird. Diese wären z. B. schwache Schlüssel oder eine Komplementäreigenschaft.

## Übersicht von Hashfunktionen
Snefru
wurde 1990 von Ralph Merkle entworfen. Der Kern der Hashfunktion ist ähnlich dem Blockchiffriersystem Khafre (Merkle). Snefru gilt als unsicher.
N-Hash
wurde 1990 bei Nippon Telephone and Telegraph entwickelt. Der Algorithmus ähnelt dem Blockchiffriersystem FEAL (Nippon T&T). N-Hash gilt als unsicher.
FFT-Hash
ist eine Hashfunktion auf der Basis der Fast-Fourier-Transformation. Sie wurde von Schnorr 1991 erstmals vorgestellt, aber bald geknackt. Später folgte eine zweite Version. Sie gilt als unsicher.
MD4
wurde 1990 von Ronald Rivest entwickelt. Sie erzeugt nach drei Runden einen 128 Bit langen Hashwert. Zu Beginn wird die Länge der Nachricht auf ein ganzzahliges Vielfaches von 512 Bit gebracht. Dazu wird sie mit einer „1“ und entsprechend vielen „0“ aufgefüllt, so dass {\displaystyle M\equiv 448{\pmod {512}}} ist. Ihr wird die Länge der ursprünglichen Nachricht in 64-Bit-Darstellung angehängt. Als Nächstes wird der Puffer initialisiert. Die Hauptschleife besteht aus drei Runden mit je 16 Schritten. Jede Runde erhält als Eingabe einen 512 Bit langen Nachrichtenblock und den 128 Bit langen Pufferinhalt. Jede Runde benutzt 16-mal eine nichtlineare Rundenfunktion. Der ausgegebene Hashwert ist die Konkatenation (Verkettung) der letzten 32-Bit-Worte im Puffer. MD4 gilt als unsicher.
MD5
1991 veröffentlichte Rivest ein verbessertes Hash-Verfahren, noch bevor eine ernsthafte Schwäche von MD4 aufgedeckt wurde.
Die wesentlichen Veränderungen sind: MD5 hat eine vierte Runde. Die vierte Runde hat eine neue Rundenfunktion; die der zweiten Runde wurde durch eine neue Funktion ersetzt. Die additiven Konstanten wurden neu definiert.
Der erste partielle Angriff auf MD5 von 1993 fand Pseudokollisionen, d. h., es können zu einem Nachrichtenblock zwei sich in nur wenigen Bits voneinander unterscheidende Verkettungsvariablen V1 und V2 gefunden werden, die denselben Output ergeben. Der Angriff hatte allerdings keine schwerwiegenden Konsequenzen. Ein neuer effizienter Angriff erfolgte 2005. Hierbei suchten die Autoren nach einem Nachrichtenpaar mit je zwei Blöcken, die nach Verarbeitung des zweiten Blocks eine Kollision erzeugen. MD5 gilt als unsicher.
SHA
Das NIST schlug 1993 den Secure Hash Algorithm (SHA) vor. Zwei Jahre später wurde er durch SHA-1 ersetzt. SHA-1 unterscheidet sich von seinem Vorgänger nur durch eine zusätzliche 1-Bit-Rotation.
Die Nachricht wird wie bei MD4 aufgefüllt. Der Puffer wird mit fünf Konstanten initialisiert. Die Hauptschleife besteht aus vier Runden mit je 20 Schritten.
1998 wurde eine differentielle Analyse gegen SHA-0 und SHA-1 durchgeführt.
2002 wurden vom NIST drei weitere Varianten des Algorithmus veröffentlicht, die größere Hashwerte erzeugen. Es handelt sich dabei um SHA-256, SHA-384 und SHA-512, wobei die angefügte Zahl jeweils die Länge des Hashwerts in Bit angibt.
2004 wurde ein verbesserter Angriff auf SHA-0 beschrieben. Hier fanden die Autoren Beinahe-Kollisionen, sowie Kollisionen für eine auf 65 Runden reduzierte Version von SHA. Ein Jahr später berichten dieselben Autoren von einem Angriff auf die volle Rundenzahl von SHA-0 mit einer Komplexität von 251. Im selben Jahr gelang ein verbesserter Angriff gegen SHA-0 mit einer Komplexität von 239 Hash-Operationen und gegen SHA-1 mit einer Komplexität von 269. Im Februar 2017 wurde die erste Kollision für SHA-1 veröffentlicht.
RIPEMD
RIPE-MD wurde 1992 im Rahmen des Projekts RACE Integrity Primitives Evaluation (RIPE) der Europäischen Union entwickelt. 1996 wurde die ursprüngliche Hashwert-Länge von 128 auf 160 Bits erweitert. Außerdem wurden die Varianten RIPEMD-256 und RIPEMD-320 eingeführt.
Die Nachricht wird wie bei MD4 aufgefüllt. Der Puffer wird mit fünf Konstanten initialisiert. Die Hauptschleife besteht aus fünf Runden mit je 16 Schritten. Der Algorithmus läuft in zwei Ausführungen parallel. Nach jedem Block werden die beiden Ausgabewerte beider Linien zu den Verkettungsvariablen addiert.
Im ursprünglichen RIPEMD konnten mit einer Komplexität von {\displaystyle 2^{16}} Kollisionen gefunden werden, so dass es nicht verwendet werden sollte.
HAVAL
wurde 1992 vorgestellt und gehört ebenfalls zur MD4-Familie. Die Nachrichten werden in 1024 Bit langen Blöcken verarbeitet. Der Hashwert kann 128, 160, 192, 224 oder 256 Bit lang sein. Auch die Rundenzahl kann von drei bis fünf variieren. Jede Runde besteht aus 16 Schritten.
2003 konnten für HAVAL mit drei Runden Kollisionen gefunden werden. Der Angriff gelingt gegen alle möglichen Ausgabelängen. Die Komplexität entspricht dabei 229 Rechenschritten der Kompressionsfunktion. HAVAL sollte deswegen nicht für Applikationen verwendet werden, die Kollisionsresistenz erfordern.
Tiger
wurde 1996 von Anderson und Biham entwickelt. Nachrichtenpadding ist wie bei MD4, d. h., der Nachricht wird eine „1“ plus eine Folge von „0“ sowie die Nachrichtenlänge als ein 63-Bit-Wort angehängt. Das Resultat wird in 512 Bit lange Blöcke geteilt. Der Hashwert enthält 192 Bits. Aus Gründen der Kompatibilität sind TIGER/128 oder TIGER/160 definiert, die die ersten 128 bzw. 160 Bits von TIGER/192 verwenden.
PANAMA
ist von Daemen und Clapp und stammt von 1998. Es verarbeitet Nachrichtenblöcke mit 256 Bit Länge und gibt einen Hashwert mit 256 Bit aus. Der Puffer ist ein lineares Schieberegister mit 32 Zuständen mit je acht Worten.
Einer der Autoren konnte Kollisionen in nur 26 Auswertungen der Update-Funktion erzeugen, so dass Panama nicht als kollisionsresistent gelten kann.
Whirlpool
wurde von Rijmen und Barreto entworfen. Es beruht auf dem Miyaguchi-Preneel-Schema.
Die Nachricht wird wie bei MD4 aufgefüllt. Die aufgefüllte Nachricht wird in 512 Bit lange Blöcke geteilt. Der Hashwert ist 512 Bit lang. Whirlpool verwendet als Funktion eine AES-Variante in 10 Runden.
SMASH
wurde 2005 von Knudsen entwickelt. Nach dem Nachrichtenpadding zu Beginn wird die Nachricht wahlweise in 256 bzw. 512 Bit langen Blöcken verarbeitet und liefert einen 256 bzw. 512 Bit langen Hashwert. Die Hauptrunde besteht aus mehreren Runden, die H-Runden und L-Runden genannt werden. Drei verschiedene H-Runden sind definiert. Jede H-Runde enthält eine eigene S-Box (Substitutionstabelle), die an die des Blockchiffrierverfahrens Serpent angelehnt ist. In der L-Runde werden Links- oder Rechtsverschiebungen durchgeführt.
SMASH wurde bald erfolgreich angegriffen und gilt als unsicher.
FORK-256
wurde beim Cryptographic Hash Workshop von Hong et al. vorgestellt. Es verarbeitet 512 Bit lange Nachrichtenblöcke, unterteilt in 16 Worte und liefert einen 256 Bit langen Hashwert. Die Hauptschleife besteht aus vier Verzweigungen und acht Schritten je Zweig. FORK-256 gilt als unsicher.
SHA-3 (Keccak)
Das Design-Prinzip von SHA-3 unterscheidet sich von den Hash-Funktionen der MD-Gruppe einschließlich SHA-2. Es ist eine sog. sponge construction (Schwamm-Konstruktion). Die Sponge-Construction ist eine iterative Funktion, bei der der State (Anzahl Bits im internen Zustand) größer ist als das Output (Ausgabebits). Damit sollen generische Angriffe wie etwa eine Kollision mit Komplexität unter {\displaystyle 2^{n/2}} abgewehrt werden.
BLAKE
2008 von Jean-Philippe Aumasson, Luca Henzen, Willi Meier und Raphael C.-W. Phan entwickelt; war einer der Finalisten im SHA-3-Auswahlverfahren.